# موكيش (ممثل)
موكيش هو منتج أفلام وسياسي وممثل هندي، ولد في 5 مارس 1961 في الهند.

## وصلات خارجية
- موكيش على موقع IMDb (الإنجليزية)
- موكيش على موقع قاعدة بيانات الفيلم (الإنجليزية)